# Mexicano (álbum de Luis Cobos)
Mexicano con la Orquesta Filarmónica Real es el tercer álbum del director de orquesta español Luis Cobos, publicado en 1984, el cual graba con la Orquesta Filarmónica Real. Forma parte de la lista de los 100 discos que debes tener antes del fin del mundo, publicada por Sony Music en 2012.

## Lista de canciones
- 1. México 2 : Mexicano "Obertura" / México / A Jorge Negrete / Agua del pozo / Jesusita en Chihuahua / ¡Ay Jalisco no te rajes! / Adiós mariquita linda / Carta a Eufemia / La adelita.
- 2. México 3 : México lindo y querido / Tu solo tu / Maria Bonita / Ella... la que se fue / Corazón, corazón / La cama de piedra / Cielito lindo / La malagueña.
- 3. Serenata Mexicana
- 4. Medley : Huapango (1a. Parte) / Estrellita / Huapango (2a. Parte).
- 5. México 1 : Guadalajara / Allá en el rancho grande / Las bicicletas / Jarabe tapatío.
- 6. Intermezzo
- 7. México 4 : La bamba / Los machetes / El rascapetate / Las alteñitas / La negra / La zandunga / La llorona / La cucaracha / Las chiapanecas / Las gaviotas / La raspa.
- 8. Medley : Las mañanitas / Solamente una vez / Vereda tropical / Sombras nada más / El reloj / Cuando vuelva a tu lado / Noche de ronda / Bésame mucho / Las golondrinas.